# Anthurium triphyllum
Anthurium triphyllum là một loài thực vật có hoa trong họ Ráy (Araceae). Loài này được (Willd. ex Schult.) Brongn. ex Schott miêu tả khoa học đầu tiên năm 1860.